# Vevo
Vevo, abréviation de « Video evolution », est un service proposant à ses utilisateurs le visionnage gratuit et légal de vidéo-clips en haute définition sur YouTube. Le service est aussi disponible via des applications sur téléviseur connecté. La plateforme Vevo est née d’un accord entre YouTube et deux des trois majors du disque : Universal Music Group et Sony Music Entertainment le 8 décembre 2009.

## Historique

### Motivations
En octobre 2006, Google a racheté le site de visionnage de vidéo en ligne YouTube pour un montant avoisinant 1,5 milliard de dollars. En 2009, malgré son intégration dans l'offre de Google, YouTube ne parvenait toujours pas à monétiser son audience. En effet, deux ans et demi après, Google peinait encore à rentabiliser son acquisition puisqu'en avril 2009 les pertes annuelles de YouTube étaient alors estimées à un demi milliard de dollars par un analyste du Crédit suisse.

### Développement et lancement
Avant même le lancement de Vevo, Universal et Google sont rejoints dans leur projet par Sony. Ainsi, Vevo a pu dès son lancement s'appuyer sur un catalogue fourni d'artistes puisque, à elles deux, Universal et Sony distribuent plus de 60 % de la production musicale mondiale. En octobre 2009, le projet Vevo a accueilli un nouvel investisseur : le fonds souverain de l'émirat Abou Dabi via la Abu Dhabi Media Company.
Ainsi, en décembre 2009, à son lancement public, le capital de Vevo était partagé entre Universal (51 %), Sony (40 %) et le fonds d'investissement Abu Dhabi Media (9 %). YouTube n'était alors qu'un prestataire qui apportait sa technologie et gérait l'hébergement des vidéo-clips en échange d'un pourcentage sur le chiffre d'affaires. De leur côté, Universal et Sony ainsi que certains labels indépendants apportaient le contenu.

### Réaffirmation de l'engagement des majors
Le contrat qui liait Vevo et YouTube depuis le lancement de la plateforme a pris fin début 2013. Ainsi, dans le courant de l'année 2012, les trois actionnaires historiques (Universal, Sony et Abou Dhabi Media) en auraient profité pour tenter de sortir du capital de Vevo. En effet, Vevo se serait rapproché de Google et Facebook dans l'espoir de se voir racheter totalement ou partiellement par l'un de ces deux géants du Net. Finalement, en juillet 2013, le partenariat entre Google, via sa filiale YouTube, et Vevo a été renouvelé. Ainsi, Vevo peut continuer à exploiter la technologie de YouTube, et Google, de son côté, s'assure de la coopération future d'un partenaire qui a contribué au développement de sa filiale YouTube. Afin de garantir une collaboration à long terme, la signature de ce contrat s'est accompagnée de l'entrée au capital de YouTube. En effet, selon Billboard, YouTube pourrait avoir investi dans Vevo entre 40 et 50 millions de dollars, ce qui représenterait 7 % du capital.
En 2010, Vevo était entré en négociations avec Warner Music Group, troisième grande maison de disques mondiale, pour pouvoir diffuser des vidéoclips de ses artistes. Néanmoins, WMG avait préféré nouer un accord avec MTV Networks (aujourd'hui Paramount Media Networks).  En août 2016, Vevo renouvelle sa proposition de diffuser des clips d'artistes signés chez Warner Music Group (WMG). L'entreprise accepte d'accorder une licence d'utilisation des clips de ses artistes à Vevo : un accord est conclu le 2 août et WMG prend des parts dans l'entreprise. Désormais, les contenus des trois majors du disque sont disponibles sur Vevo.

### Recentrement des activités
En mai 2018, Vevo annonce la fermeture de son site de visionnage et de ses applications pour se concentrer sur la diffusion de clips sur YouTube. Néanmoins, Vevo demeure disponible sur divers supports comme sur les téléviseurs connectés, consoles de salon et appareils de services de vidéo à la demande comme Roku (es), Sky Q, Pluto TV, Samsung TV, Xumo (en)... notamment avec la collaboration de l'entreprise néerlandaise Xite (nl),.

## Service
Une partie des contenus de Vevo est également accessible sur YouTube. Les contenus de Vevo présents sur YouTube sont regroupés sur des chaînes dédiées et facilement identifiables : elles se terminent par le mot VEVO. De plus, le mot VEVO est inscrit sur les miniatures des vidéos. À son lancement, le site vevo.com n'était accessible qu’aux États-Unis et au Canada. Depuis le 15 novembre 2012, il est également accessible depuis la France, l’Italie et l’Espagne.

### Partenariats avec d'autres plateformes
Le 4 février 2013, Disney Interactive et Vevo s'associent pour proposer des vidéos et de la musique.
En juillet 2013, Vevo et Dailymotion ont signé un accord pour permettre la diffusion d'une partie du catalogue Vevo sur le site français de partage de vidéos.
Depuis la version 7 d'iOS, l'Apple TV propose une chaîne Vevo.
Le 8 octobre 2013, Disney Interactive et Vevo annoncent un partenariat qui permet d'offrir une sélection de 50 000 vidéos musicales du catalogue de Vevo sur le site Disney.com et inversement du contenu musical produit par Radio Disney et des actualités sur les plateformes de Vevo.

## Classements et records
Le record de vues en 24 heures est détenu par Taylor Swift et Brendon Urie avec le clip "Me!" avec plus de 65 millions de vues.  La chaîne qui a le plus d'abonnés est celle de Justin Bieber avec plus de 74,6 millions d'abonnés (en janvier 2025). C'est également la chaîne de Justin Bieber qui a le plus de vues avec plus de 33,6 milliards de vues (en janvier 2025). En revanche, la chaîne qui a le plus de clips est celle de l'entreprise américaine Disney , qui en contenait plus de 2100 en novembre 2023.

### Liste des chaînes ayant obtenu au moins 25 certifications Vevo
Lorsqu'une vidéo atteint les 100 millions de vues, l'artiste reçoit une Certification. Le compte Vevo ayant, en mars 2023, obtenu le plus de vidéos certifiées est la chaîne de l'entreprise américaine Disney avec un total de 64 certifications. Voici la suite du classement :
| N° | Comptes             | Nombres de certifications | Vidéos certifiées |
| -- | ------------------- | ------------------------- | --- |
| 1  | DisneyMusicVEVO     | 64                        | You're Welcome, How Far I'll Go, Shiny, We Don't Talk About Bruno, Into the Unknown, Show Yourself, Rotten to the Core, Queen of Mean, Night Falls, Circle Of Life, That Time of Year, Speechless, Ways to Be Wicked, Under the Sea, Genie in a Bottle, It's Goin' Down, Surface Pressure, Beauty and the Beast, Lava, What's My Name, We Know The Way, How Far I'll Go, Do You Want to Build a Snowman?, Let It Go, A Whole New World (End Title), Chillin' Like a Villain, Can You Feel The Love Tonight, The Family Madrigal, Part of Your World, Flesh & Bone, If Only, You and Me, For the First Time in Forever, Nobody Like U, Un Poco Loco, Some Things Never Change, Someday, What Else Can I Do?, Prince Ali, All I Want, Break This Down, Set it Off, Fired Up, Did I Mention, Cruisin' for a Bruisin', Do What You Gotta Do, Good to Be Bad, Like the Zombies Do, Do You Want To Build A Snowman, A Whole New World, Rotten to the Core, Call to the Wild, La Llorona, How Far I'll Go, When Will My Life Begin?, What's My Name, Friend Like Me, Ways to Be Wicked, Wildside, Like Me, One Kiss, Evil Like Me, My Year, Dynamite |
| 2  | TaylorSwiftVEVO     | 44                        | Shake It Off, Blank Space, Bad Blood, Look What You Made Me Do, You Belong with Me, Wildest Dreams, Style, We Are Never Ever Getting Back Together, I Don't Wanna Live Forever, 22, Love Story, I Knew You Were Trouble, Mine, Everything Has Changed, ...Ready for It?, Back to December, Mean, Our Song , Delicate, End Game, Begin Again, Red, Fifteen, White Horse, Safe & Sound, Out of the Woods, Teardrops on My Guitar, The Story of Us, Look What You Made Me Do (Lyric Video), Picture to Burn, Gorgeous (Lyric Video), Me!, You Need to Calm Down, Lover, New Romantics, willow, cardigan, Ours, Anti-Hero, Cruel Summer (Official Audio), All Too Well (10 Minute Version) (Taylor's Version) (From The Vault) (Lyric Video), Live at the 2019 American Music Awards, exile (feat. Bon Iver) (Official Lyric Video), Call It What You Want (Lyric Video) |
| 3  | ShakiraVEVO         | 40                        | Chantaje, Waka Waka (This Time for Africa), La La La (Brazil 2014), Can't Remember to Forget You, Me Enamoré, Hips Don't Lie, Perro Fiel, Try Everything, Loca, Whenever, Wherever, La Tortura, Waka Waka (Esto es Africa), She Wolf, Rabiosa, Addicted to You, Te Aviso, Te Anuncio (Tango), La La La (Brazil 2014) (Spanish), Empire, Las de la Intuición, Sale El Sol, Trap, Loba, Suerte, Loca, Clandestino, Clandestino (Audio), Chantaje (Audio), Gitana, No, Ciega, Sordomuda, Día de Enero, Antologia (Live), Me Gusta, Don't Bother, Rabiosa (Spanish), Ojos Así, Que Me Quedes Tú, Inevitable, Monotonía, te felicito |
| 4  | RihannaVEVO         | 37                        | Diamonds, Work, We Found Love, What's My Name?, Stay, Only Girl (In the World), Man Down, Rude Boy, Don't Stop the Music, Where Have You Been, Umbrella, FourFiveSeconds, Take a Bow, Unfaithful, Rehab, Pour It Up, Hate That I Love You, California King Bed, Russian Roulette, What Now, You da One, Needed Me, Kiss It Better, Disturbia, Cheers (Drink to That), Hard, Bitch Better Have My Money, Te Amo, Shut Up and Drive, S&M, Pon de Replay, SOS, Work (Live BRIT Awards), If It's Lovin' that You Want, hard ft Jeezy, love on the brain (audio), lift me up |
| 5  | JustinBieberVEVO    | 36                        | Sorry, What Do You Mean?, Baby, Love Yourself, Beauty and a Beat, Never Say Never, Boyfriend, One Time, Company, As Long As You Love Me, I'll Show You, Somebody to Love, One Less Lonely Girl, Mistletoe, Love Me, Sorry (Lyric Video), Never Let You Go, Confident, All That Matters, What Do You Mean? (Lyric Video), All I Want For Christmas Is You (SuperFestive!), U Smile, Pray, Sorry (Latino Remix / Audio), Purpose, That Should Be Me, Yummy, Intentions, Peaches, Holy, Lonely, Ghost, Stuck With U, Sorry (Live Ellen Show), Confident (Audio), Anyone |
| 6  | BeyonceVEVO         | 35                        | Single Ladies (Put a Ring on It), Halo, Drunk in Love, Run the World (Girls), If I Were a Boy, Crazy in Love, Love on Top, Beautiful Liar, Best Thing I Never Had, Irreplaceable, Sorry, Pretty Hurts, Diva, Partition, Countdown, Sweet Dreams, Hold Up, Yoncé, XO, Dance for You, Upgrade U, Video Phone, Formation, Broken-Hearted Girl, I Was Here, Apeshit, Baby Boy, Grown Woman, 1+1, Naughty Girl, 7/11, All Night, Check On It, Ego, Deja Vu |
| 7  | ChrisBrownVEVO      | 34                        | Loyal, Look at Me Now, With You, New Flame, Turn Up the Music, Next To You, Yeah 3x, Kiss Kiss, Party, Don't Wake Me Up, Forever, Ayo, Love More, Pills & Automobiles, Don't Judge Me, Say Goodbye, Gimme That (Remix), Privacy, Little More (Royalty), Questions, Ayo (Official Audio), Run It!, Superhuman, Yo (Excuse Me), Back To Sleep, No Guidance (Audio), No Guidance, Heat, Go Crazy, Undecided, Deuces, Ain't Greener, Tempo, Liquor / Zero |
| 7  | EminemVEVO          | 34                        | Love the Way You Lie, Not Afraid, Rap God, When I'm Gone, The Monster, Without Me, Beautiful, No Love, Mockingbird, Like Toy Soldiers, The Real Slim Shady, You Don't Know, Sing for the Moment, Space Bound, Berzerk, Cleanin' Out My Closet, Just Lose It, We Made You, Stan (Long Version), Guts Over Fear, My Name Is, Survival, The Way I Am, River (Audio), Headlights, Superman, River (ft. Ed Sheeran), Fall, Venom, Lucky You, Ass Like That, The Monster (Audio), Shake That, Stan (Short) |
| 8  | JbalvinVEVO         | 33                        | Ay Vamos, 6 AM, Ginza, Safari, Si Tu Novio Te Deja Sola, Mi Gente, Bobo, Tranquila, Sigo Extrañándote, Yo Te Lo Dije, Bonita, Ambiente, Ahora, No Es Justo, No Es Justo (Audio), Peligrosa (Audio), Reggaeton, Machika, LA CANCIÓN (AUDIO), QUE PRETENDES, Blanco, Agua, Qué Más Pués?, Poblado, Rojo, UN DIA, Morado, Azul, Amarillo, Azul (Live), In Da Getto, Mi Gente feat. Beyonce, UN PESO |
| 9  | MalumaVEVO          | 31                        | El Perdedor, Felices los 4, Sin Contrato, Cuatro Babys, Borro Cassette, Borro Cassette (Lyric Video), La Temperatura, La Curiosidad, Carnaval, Addicted, Obsesión, El Tiki (Lyric Video), Un Polvo, Corazón (Audio), Corazón, GPS (Audio), Felices los 4 (Salsa Version), El Préstamo, Marinero, Mala Mia, HP, 11 PM, Que Pena, Hawái, Parce, Sobrio, No Se Me Quita Un Polvo (Audio), Hawái (Remix), ADMV, ADMV (Versión Urbana), hola senorita |
| 9  | ArianaGrandeVEVO    | 31                        | Side to Side, Problem, Break Free, Focus, Into You, Love Me Harder, Dangerous Woman, The Way, One Last Time, Let Me Love You, One Last Time (Lyric Video), Baby I, Santa Tell Me, Right There, Everyday (Lyric Video), Everyday, No Tears Left to Cry, God Is a Woman, Thank U, Next, 7 Rings, Break Up with Your Girlfriend, I'm Bored, Breathin, Boyfriend, Don't Call Me Angel, Positions, 34+35; Stuck With U, Thank U, Next (Lyric Video), Dangerous Woman (A capella), Dangerous Woman (Audio), Problem (Lyric Video) |
| 10 | Maroon5VEVO         | 30                        | Sugar, One More Night, Moves like Jagger, Animals, Payphone, She Will Be Loved, Don't Wanna Know, Maps, Misery, What Lovers Do, Won't Go Home Without You, Payphone (Lyric Video), Sunday Morning, Makes Me Wonder, This Love, Animals (Lyric Video), Love Somebody, Cold, If I Never See Your Face Again, Maps (Lyric Video), Never Gonna Leave This Bed, Girls Like You, Wait, Girls Like You (Volume 2), Don't Wanna Know (Audio), Maps (Audio), Lost Stars, Memories, Beautiful Mistakes, One More Night (Lyric Video) |
| 11 | LadyGagaVEVO        | 28                        | Bad Romance, Shallow, Poker Face, Alejandro, Shallow (Live At The Oscar), Telephone, Applause, Judas, Just Dance, I'll Never Love Again, Always Remember Us This Way, Rain On Me, Born This Way, Paparazzi, Million Reasons, Love Game, The Edge Of Glory, You And I, Perfect Illusion, Stupid Love, Million Reasons (Audio), GUY - An Artpop Film, Sour Candy (Audio), GUY (Broadcast Edit), I'll Never love Again (Audio), Telephone (Explicit), Hold My Hand |
| 11 | EnriqueIglesiasVEVO | 28                        | Bailando (Español), DUEL EL CORAZON, El Perdedor (Pop), SUBEME LA RADIO, Cuando Me Enamoro, Loco, DUEL EL CORAZON (Lyric Video), No Me Digas Que No, Hero, I Like It, Bailando (English Version), Nunca Te Olvidaré, Lloro Por Ti, Noche Y De Dia, Dirty Dancer, Heartbeat, Tonight (I'm Lovin' You), El Baño, Quizás, Tonight (I'm Lovin' You), Bailando (Portuguese Version), Donde Estan Corazon, Finally Found You, Escape, SUBEME A LA RADIO REMIX, Heart Attack ,Ayer, I'm A Freak |
| 11 | SelenaGomezVEVO     | 28                        | The Heart Wants What It Wants, Come & Get It, Love You Like a Love Song, Kill 'Em With Kindness, Good For You, Same Old Love, Hands To Myself, Wolves, Slow Down, Naturally, Who Says, Bad Liar, A Year Without Rain, Back To You, Lose You to Love Me, Tell Me Something I Don't Know, Fetish, Hit the Lights, Wolves (Visualizer), Look At Her Now, Round & Round, Un Año Sin Lluvia, Good For You (Audio), Fetish (Audio), Baila Conmigo, Same Old Love (Audio), Rare, Calm Down |
| 11 | BritneySpearsVEVO   | 28                        | ...Baby One More Time, Toxic, Work Bitch, I Wanna Go, Womanizer, Till The World Ends, Pretty Girls, Oops!... I Did It Again, Circus, Gimme More, Hold It Against Me, Sometimes, Piece Of Me, I'm a Slave for You, Everytime, Ooh La La, (You Drive Me) Crazy, Lucky, Criminal, I'm Not A Girl, Not Yet A Woman, Stronger, Overprotected, If U Seek Amy, 3, Slumber Party , Radar, Break the ice, Born to make you happy |
| 12 | TheWeekndVEVO       | 26                        | Starboy, The Hills, Can't Feel My Face, I Feel It Coming, Save Your Tears, Call Out My Name, Earned It, Blinding Lights (Audio), Blinding Lights, Often, Reminder, Earned It (Lyric Video), Wicked Games, Pray For Me, Save Your Tears (Remix), False Alarm, Secrets, Starboy (Live at Victoria's Secret), Heartless, Can't Feel My Face (Audio), Party Monster, Save Your Tears (Live at iHeart Radio), Take My Breath, M A N I A, In Your Eyes, after hours (audio) |
| 13 | NickiMinajAtVEVO    | 25                        | Anaconda, Super Bass, Right by My Side, Only, Starships, Pound the Alarm, Moment 4 Life, Pills N Potions, The Boys, Beez in the Trap, High School, The Night Is Still Young, Fly, No Frauds, Feeling Myself (Audio), Va Va Voom, Your Love, Stupid Hoe, Only (Lyric Video), Chun-Li, Good Form, Barbie Dreams, Megatron, Barbie Tingz, Right Thru Me |

### Top 50 des vidéos les plus vues
Le clip le plus visionné sur Vevo est Despacito de Luis Fonsi ft. Daddy Yankee qui comptabilise plus de 8 milliards de vues. Le classement suivant recense les 50 vidéos qui affichent le plus grand nombre de vues au compteur, quel que soit le pays d'origine des artistes ou réalisateurs et dont le visionnage n'est pas bloqué en France.
En 2014, le clip de Anaconda de Nicki Minaj a supplanté le record de vues en 24 heures alors détenu par Wrecking Ball de Miley Cyrus ; les deux clips ont pour point commun de montrer les deux chanteuses dénudées.
| Rang | Nom                                | Artiste ou réalisateur                      | Vues (en milliards) 23-02-2023 | Publication       | Origine                           |
| ---- | ---------------------------------- | ------------------------------------------- | ------------------------------ | ----------------- | --------------------------------- |
| 1    | Despacito                          | Luis Fonsi feat. Daddy Yankee               | 8,463                          | 12 janvier 2017   | Porto Rico                        |
| 2    | Uptown Funk                        | Mark Ronson feat. Bruno Mars                | 5,250                          | 18 août 2014      | États-Unis                        |
| 3    | Sugar                              | Maroon 5                                    | 4,059                          | 14 janvier 2015   | États-Unis                        |
| 4    | Counting Stars                     | OneRepublic                                 | 4,030                          | 31 mai 2014       | États-Unis                        |
| 5    | Roar                               | Katy Perry                                  | 4,012                          | 5 septembre 2013  | États-Unis                        |
| 6    | Sorry                              | Justin Bieber                               | 3,953                          | 22 octobre 2015   | Canada                            |
| 7    | Dark Horse                         | Katy Perry feat. Juicy J                    | 3,739                          | 20 février 2014   | États-Unis                        |
| 8    | Girls Like You                     | Maroon 5 feat. Cardi B                      | 3,624                          | 30 mai 2018       | États-Unis                        |
| 9    | Bailando                           | Enrique Iglesias ft. Bueno & Gente de Zona  | 3,541                          | 11 avril 2014     | Espagne Cuba                      |
| 10   | Waka Waka                          | Shakira feat. Freshlyground                 | 3,491                          | 4 juin 2010       | Colombie Afrique du Sud           |
| 11   | Shake It Off                       | Taylor Swift                                | 3,442                          | 19 novembre 2014  | États-Unis                        |
| 12   | Blank Space                        | Taylor Swift                                | 3, 440                         | 10 novembre 2014  | États-Unis                        |
| 13   | Mi Gente                           | J Balvin & Willy William                    | 3,359                          | 29 juin 2017      | Colombie France                   |
| 14   | Baby                               | Justin Bieber feat. Ludacris                | 3,155                          | 19 février 2010   | Canada                            |
| 15   | Hello                              | Adele                                       | 3,144                          | 22 octobre 2015   | Royaume-Uni                       |
| 16   | Closer (Lyric Video)               | The Chainsmokers feat. Halsey               | 3,067                          | 29 juillet 2016   | États-Unis                        |
| 17   | Chantaje                           | Shakira feat. Maluma                        | 2,959                          | 18 novembre 2016  | Colombie                          |
| 18   | Work From Home                     | Fifth Harmony feat. Ty Dolla $ign           | 2,851                          | 26 février 2016   | États-Unis                        |
| 19   | Love the Way You Lie               | Eminem feat. Rihanna                        | 2,813                          | 5 août 2010       | États-Unis Barbade                |
| 20   | This Is What You Came For          | Calvin Harris feat. Rihanna                 | 2,768                          | 16 juin 2016      | Royaume-Uni Barbade               |
| 21   | Chandelier                         | Sia                                         | 2,709                          | 6 mai 2014        | Australie                         |
| 22   | believer                           | Imagine Dragons                             | 2,652                          | 7 mars 2017       | États-Unis                        |
| 23   | All About That Bass                | Meghan Trainor                              | 2,623                          | 11 juin 2014      | États-Unis                        |
| 24   | Taki Taki                          | DJ Snake feat. Selena Gomez, Ozuna, Cardi B | 2,574                          | 9 octobre 2018    | France États-Unis Porto Rico      |
| 25   | Rolling in the Deep                | Adele                                       | 2,523                          | 30 novembre 2010  | Royaume-Uni                       |
| 26   | Rude                               | Magic!                                      | 2,493                          | 5 décembre 2013   | Canada                            |
| 27   | Treat You Better                   | Shawn Mendes                                | 2, 460                         | 12 juillet 2016   | Canada                            |
| 28   | Starboy                            | The Weeknd feat. Daft Punk                  | 2,438                          | 28 septembre 2016 | Canada France                     |
| 29   | Mayores                            | Becky G feat. Bad Bunny                     | 2,427                          | 13 juillet 2017   | États-Unis Porto Rico             |
| 30   | Party Rock Anthem                  | LMFAO feat. Lauren Bennett & GoonRock       | 2,394                          | 8 mars 2011       | États-Unis                        |
| 31   | All of Me                          | John Legend                                 | 2,379                          | 2 octobre 2013    | États-Unis                        |
| 32   | Wake Me Up                         | Avicii                                      | 2,361                          | 29 juillet 2013   | Suède                             |
| 33   | Échame La Culpa                    | Luis Fonsi & Demi Lovato                    | 2,351                          | 17 novembre 2017  | Porto Rico États-Unis             |
| 34   | Love Me Like You Do                | Ellie Goulding                              | 2,336                          | 22 janvier 2015   | Royaume-Uni                       |
| 35   | Diamonds                           | Rihanna                                     | 2,335                          | 9 novembre 2012   | Barbade                           |
| 36   | On the Floor                       | Jennifer Lopez feat. Pitbull                | 2,332                          | 3 mars 2011       | États-Unis                        |
| 37   | Worth It                           | Fifth Harmony feat Kid Ink                  | 2,270                          | 28 mars 2015      | États-Unis                        |
| 38   | Something Just Like This           | The Chainsmokers & Coldplay                 | 2,263                          | 22 février 2017   | États-Unis Royaume-Uni            |
| 39   | What Do You Mean?                  | Justin Bieber                               | 2,258                          | 30 août 2015      | Canada                            |
| 40   | Side To Side                       | Ariana Grande feat. Nicki Minaj             | 2,214                          | 29 août 2016      | États-Unis                        |
| 41   | Sin Pijama                         | Becky G & Natti Natasha                     | 2,198                          | 20 avril 2018     | États-Unis République dominicaine |
| 42   | Someone Like You (chanson d'Adele) | Adele                                       | 2,195                          | 30 septembre 2011 | Royaume-Uni                       |
| 43   | Propuesta Indecente                | Romeo Santos                                | 2,138                          | 9 septembre 2013  | République dominicaine            |
| 44   | Thunder                            | Imagine Dragons                             | 2,133                          | 3 mai 2017        | États-Unis                        |
| 45   | The Hills (chanson)                | The Weeknd                                  | 2,112                          | 27 mai 2015       | Canada                            |
| 46   | Ay Vamos                           | J Balvin                                    | 2,008                          | 29 août 2014      | Colombie                          |
| 47   | Hotline Bling                      | Drake                                       | 2,009                          | 26 octobre 2015   | Canada                            |
| 48   | Havana (Official Audio)            | Camila Cabello feat. Young Thug             | 1,997                          | 3 août 2017       | États-Unis Cuba                   |
| 49   | Watch Me (Whip/Nae Nae)            | Silentó                                     | 1,942                          | 25 juin 2015      | États-Unis                        |
| 50   | Vente pa'ca                        | Ricky Martin feat. Maluma                   | 1,901                          | 22 septembre 2016 | Porto Rico                        |

## Actionnariat
Vevo compte parmi ses actionnaires les trois majors du disque que sont UMG, SME et WMG, mais aussi des maisons de disque de moindre envergure comme BMG Rights Management, Merlin Network (en), ONErpm (en), MNRK Music Group, Vydia, ainsi qu'un certain nombre de labels indépendants.
Par le passé, Vevo comptait comme actionnaires les sociétés suivantes : Abu Dhabi Media (en), EMI, MGM Holdings et The Recording Academy.

## Identité visuelle

Logo de décembre 2009 à mars 2013.
Logo de mars 2013 à juillet 2016.
Logo depuis juillet 2016.

## Censure
Les paroles au contenu cru sont censurées et les clips controversés sont censurés ou non diffusés[réf. souhaitée].

## Gestion des droits numériques
Vevo empêche le téléchargement de ses contenus avec les principaux aspirateurs vidéo. De plus, certaines restrictions de visionnage sont appliquées en fonction du pays de connexion.[réf. nécessaire]